# Francisco Romero (administrateur)
Pour les articles homonymes, voir Francisco Romero et Romero.
Francisco Romero est un militaire portugais du XVIe siècle, administrateur de la capitainerie d'Ilhéus pour le compte de son propriétaire Jorge de Figueiredo Correia.
Il fonda notamment la ville actuelle d'Ilhéus en 1536.